# Tomás Palacios (futbolista)
Tiago Tomás Palacios (General Pico, 28 de abril de 2003) es un futbolista argentino. Juega como defensor en el Inter de Milán de la Serie A.

## Trayectoria
Tomás Palacios llegó a Talleres en el año 2019, proveniente de las divisiones inferiores del  Club Atlético Costa Brava y firmó su primer contrato al año siguiente, quedando vinculado así al club hasta el año 2025. En 2020 comenzó a entrenar con el plantel superior, siendo promovido por el entrenador Alexander Medina directamente desde la sexta división. Vivió en el Centro de Formación Talleres. El 9 de diciembre de 2023 fue fichado por Independiente Rivadavia, a modo de préstamo.
El día 30 de agosto de 2024, luego de semanas de especulaciones, el futbolista fue presentado como jugador del Inter de Milán. 

## Clubes
| Club                    | País      | Año       |
| ----------------------- | --------- | --------- |
| Talleres (C)            | Argentina | 2020-2024 |
| Independiente Rivadavia | Argentina | 2023-2024 |
| Inter de Milán          | Italia    | 2024-     |
| A. C. Monza (cedido)    | Italia    | 2025      |